# Vila Františka Kováříka
Vila Františka Kováříka v Prostějově byla postavena ve stylu české moderny v letech 1910–1911 podle projektu architekta Emila Králíka. Klasická palácová stavba je spojena s prvky převzatými z architektury anglického rodinného domu. Podle figurální kašny umístěné v čestném dvoře býval dům nazýván U černé panny. Od roku 1958 je na seznamu památkově chráněných objektů.

## Historie
Dům si nechal postavit počátkem 20. století významný prostějovský průmyslník František Kovářík jako rodinné sídlo. Podle návrhu architekta Emila Králíka stavbu provedla místní stavitelská firma Konečný-Nedělník. Stavba byla dokončena 16. října 1911.
Po roce 1948 přešel dům do vlastnictví státu a byl využíván především jako kancelářský objekt. Později zde byl zřízen Dům pionýrů a mládeže a svazácký klub. Původní mobiliář byl zčásti rozprodán nebo předán do muzejních depozitářů. V roce 1994 byla odcizena bronzová socha z nádvoří vily a zřejmě byla nenávratně zničena. Po sametové revoluci byl objekt vrácen rodině původního majitele. Vilu si pronajímaly různé podnikatelské subjekty, nevyšel ani záměr využít ji k pořádání kulturních akcí. V roce 2014 se zde natáčela epizoda z televizního seriálu Četnické humoresky.

## Popis
Rozlehlý řadový jednopatrový podsklepený dům, jehož jádrem je obytná hala, je situovaný na nárožním pozemku v městské zástavbě. Reprezentativní vstupní průčelí orientované na náměstí je osově souměrné a tvoří je čestný dvůr ohraničený bočními křídly se dvěma lodžiemi v horním patře. Od náměstí je oddělen nižší stěnou prolomenou pěti arkádovými oblouky s kovanými mřížemi. Prostor dvora vyplňuje dvojité schodiště a fontána, nad kterou byl původně umístěn bronzový ženský akt  od Josefa Růžičky, odlitý prostějovskou firmou Vulkania. Podle ústní legendy měl představovat neteř Františka Kováříka, která se utopila v Plumlovské přehradě. Ta ale zemřela až v roce 1916 - viz odkaz v článku o Edvardu Valentovi. Další výklad hovoří o podobě egyptské královny Kleopatry.  Tento trakt je zastřešen sedlovou střechou s vikýřovými okny.
Vstupní část interiéru tvoří rozlehlá dvoupodlažní hala, v níž upoutá tepaný kryt krbu zdobený geometrickým vzorem a masivní dřevem obložené schodiště s vestavěným mobiliářem. V přilehlých místnostech byla využita kombinace různých výškových úrovní v jednom podlaží. Jednotný styl interiéru dotváří štuková výzdoba, autorský mobiliář, okenní vitráže a kovové komponenty s geometrickým dekorem.
Z Erbenovy ulice je v přízemí postranního průčelí boční vstup do domu a šestice oken pravoúhlého tvaru. V patře jsou tři prosklené arkýře v anglickém stylu (bay-windows), mezi nimi široké okno zimní zahrady. Na místě bývalé terasy v zadní části domu se nachází garážový trakt postavený v roce 1947. 